# 創輝 (テレビ制作会社)
株式会社創輝（そうき）は、1997年7月31日に創立されたテレビ番組制作会社。
2005年1月1日付けでATP（社団法人全日本テレビ番組製作社連盟）正会員社入会した。

## 役員[2]
- 代表取締役会長：和田隆
- 代表取締役社長：持田順也
- 取締役：小島俊一、米川昭吾、井上伸正、矢澤亜貴子
- 執行役員：浦田祐一郎、長井香織

## 所属スタッフ

### 放送作家
- 豊村剛

### プロデューサー
- 和田隆（代表取締役会長）
- 持田順也（代表取締役社長）
- 小島俊一（取締役）
- 小川潔
- 米川昭吾（取締役）
- 小坂真由美
- 浦田祐一郎（執行役員）
- 黒川こず枝
- 長井香織（執行役員）
- 柳井千晴
- 両口奈穂

### AP
- 金ビンナ
- 千光士希和

### ディレクター
- 井上伸正（取締役）
- 山本雄也
- 滝田朋之
- 長井香織
- 今野恒
- 川崎文平
- 佐谷直子
- 塚田直之(元オーバーヒート・ホリプロ)
- 大原正也
- 鈴嶋直子
- 高橋正人
- 山嶋将義
- 綾部健二
- 下村彩人
- 杉浦啓太
- 伴在宏将
- 田邊諒
- 滝田朝子
- 細川祐子
- 笠原瑠宇久
- 赤松真穂

### AD
- 大口尚之
- 鈴木遼太
- 高部竜太
- 細川大輔